# Патагонская ласка
Патагонская ласка (лат. Lyncodon patagonicus) — вид хищных млекопитающих семейства куньих (Mustelidae). Впервые вид упоминается в статье Симса Ковингтона, который плавал с Чарльзом Дарвином на борту корабля «Бигль».
Населяет пампасы Патагонии на западе Аргентины и юге Чили.
Длина тела 30—35 см, хвоста 6—9 см. Средний вес взрослого зверька составляет в среднем 225 г. Туловище сильно удлинённое, конечности короткие. Имеет очень маленькие уши, полностью покрытые мехом. Волосяной покров средней длины, редкий и довольно грубый. Волосы на спине серовато-бурые, с белыми вершинами. Верх головы белый, по бокам головы и по плечам проходит широкая белая полоса. Брюхо и конечности тёмно-бурые.
Патагонская ласка активна в сумерках и ночью. Индивидуальный участок самца перекрывает несколько участков самок. Параанальные железы развиты плохо, во время защиты (будучи загнанной в угол) ими не пользуется, а поднимает на шее шерсть дыбом. Враги неизвестны.
Патагонская ласка ведёт одиночный образ жизни, создавая пары только на время сезона размножения. О размножении патагонских ласок до настоящего времени практически ничего не известно. Замечено, что о потомстве заботится только самка.
Патагонская ласка, как и другие мелкие хищники, играет определённую роль в регулировании численности грызунов (туко-туко, горные свинки) и других мелких позвоночных. Иногда этих ласок держат на эстансиях для борьбы с крысами.